# Melville Beach
Melville Beach är en strand i Kanada.   Den ligger i provinsen Saskatchewan, i den sydöstra delen av landet, 2 100 km väster om huvudstaden Ottawa. Melville Beach ligger vid sjön Crooked Lake.
Omgivningarna runt Melville Beach är en mosaik av jordbruksmark och naturlig växtlighet. Runt Melville Beach är det mycket glesbefolkat, med 3 invånare per kvadratkilometer.